# AIAS Hall of Fame
Le AIAS Hall of Fame est une récompense annuelle décernée depuis 1998 par le conseil d'administration de l'Academy of Interactive Arts and Sciences (AIAS) pour élire un ou plusieurs développeurs de jeu vidéo ayant révolutionné l'industrie vidéoludique.
Les nombreux critères retenus pour décerner le prix portent notamment sur l'innovation dans un nouveau genre de jeu vidéo, la redéfinition d'un genre avec une avance significative sur l'industrie, l'influence de ses créations sur les autres concepteurs de jeu vidéo, le niveau de créativité et son influence culturelle sur la société, le succès des produits et son influence sur l'industrie,.

## Récompensés
- 1998 : Shigeru Miyamoto de Nintendo[2]
- 1999 : Sid Meier de Firaxis Games[3]
- 2000 : Hironobu Sakaguchi de Square Co.[4]
- 2001 : John Carmack de id Software[5]
- 2002 : Will Wright de Maxis[6]
- 2003 : Yū Suzuki, game designer chez Sega[7]
- 2004 : Peter Molyneux de Lionhead Studios et fondateur de Bullfrog[8]
- 2005 : Trip Hawkins fondateur de Electronic Arts, 3DO, et Digital Chocolate (en)[9],[10]
- 2006 : Richard Garriott, créateur d'Origin Systems[11]
- 2007 : Dani Bunten, fondatrice de Ozark Softscape[12]
- 2008 : Michael Morhaime, Président et cofondateur de Blizzard Entertainment[13]
- 2009 : Bruce Shelley, Game Designer[14]
- 2010 : Mark Cerny, Président de Cerny Games[15]
- 2011 : Ray Muzyka[16] et Greg Zeschuk[17], cofondateurs de BioWare
- 2012 : Tim Sweeney, fondateur et directeur technique de Epic Games[18]
- 2013 : Gabe Newell, cofondateur et directeur de Valve[19]
- 2014 : Sam Houser[20], Dan Houser[21] et Leslie Benzies[22], cofondateurs de Rockstar Games[23]
- 2016 : Hideo Kojima, fondateur de Kojima Productions[24],[25]
- 2017 : Todd Howard, game designer chez Bethesda Softworks[26],[27]
- 2019 : Bonnie Ross de Microsoft et 343 Industries[28],[29]
- 2020 : Connie Booth de Sony Interactive Entertainment[30],[31]
- 2022 : Ed Boon de NetherRealm Studios
- 2023 : Tim Schafer, fondateur et directeur de Double Fine Productions[32]
- 2024 : Koji Kondo, compositeur et directeur sonore chez Nintendo[33]